# 愛のアルバム (天地真理の曲)
「愛のアルバム」（あいのあるばむ）は、天地真理通算13枚目のシングル。1975年4月1日発売。発売元はCBS・ソニー（現：ソニー・ミュージックレーベルズ）。売上9万枚

## 解説
- 天地自身のシングル曲でオリコンチャートにおいて週間20位以内（最高15位）へ入ったのは、現時点で同曲が最後となった[1]。

## 収録曲
- 全曲作詞：山上路夫

1. 愛のアルバム
作曲・編曲：森田公一
2. 京都でひとり
作曲・編曲：川口真

## 収録作品
- GOLDEN☆BEST 天地真理 コンプリート・シングル・コレクション・アンド・モア
- 天地真理 プレミアム・ボックス　-　歌手デビュー35周年記念CD-BOX